# Virgilio Guidi
Virgilio Guidi (Roma, 4 aprile 1891 – Venezia, 7 gennaio 1984) è stato un pittore, poeta e saggista italiano.

## Biografia

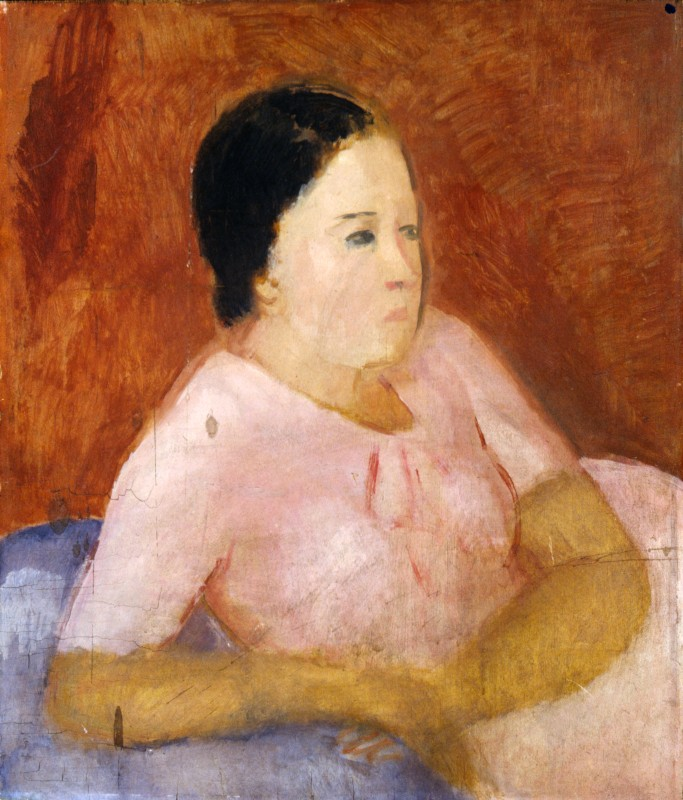
Figura femminile, 1928 circa, Milano, Collezioni d'arte della Fondazione Cariplo)

Era il primo dei nove figli di Guido Costantino Guidi e di Caterina Rischia.
Da giovane Virgilio Guidi segue i corsi dell'Istituto Tecnico a Roma, appassionato di geometria e disegno. Per coltivare quest'ultima vocazione segue anche i corsi serali della Scuola libera di pittura. Nel 1908 abbandona l'Istituto Tecnico e va a far pratica di pittura nella bottega del restauratore e decoratore romano Giovanni Capranesi il quale alla fine dell'anno lo promuove suo primo aiuto. A distanza di pochi anni, siamo nel 1911, per contrasti sulle tendenze della pittura moderna, abbandona lo studio di Capranesi e si iscrive all'Accademia di Belle Arti di Roma. Per conto proprio studia Giotto, Piero della Francesca, Correggio e i francesi Chardin e Courbet. Sempre in questo periodo comincia a riflettere (e a scrivere) sulla luce come determinante dei propri dipinti. Nel 1913 partecipa e vince il concorso "Lana" in pittura bandito dall'Accademia e in questo periodo comincia ad esporre i suoi primi lavori.

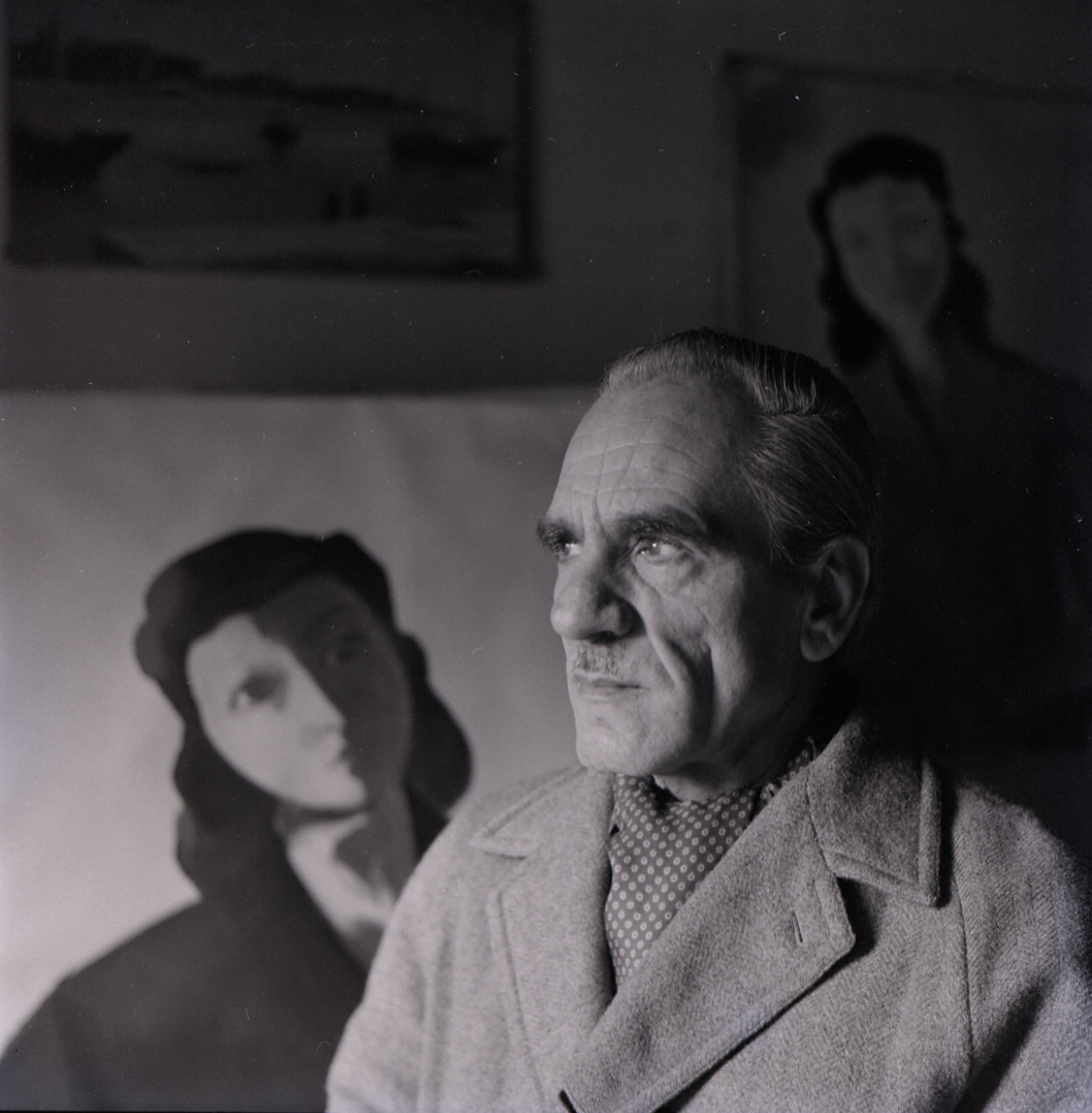
Virgilio Guidi, ritratto fotografico di Paolo Monti (Fondo Paolo Monti, BEIC)

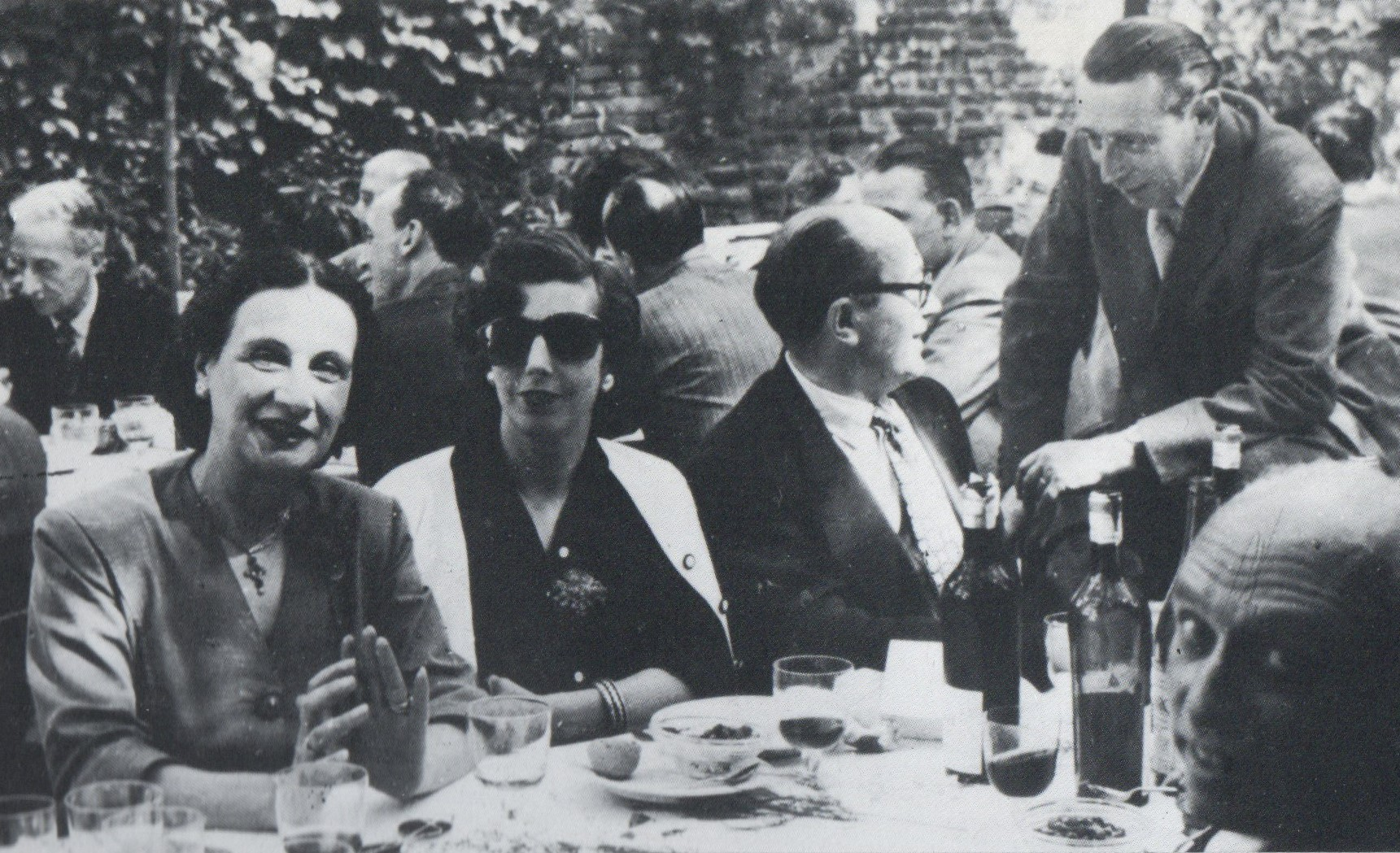
Premio Burano 1946, Guidi è in piedi accanto al senatore Giovanni Ponti. Segue la moglie del senatore e la moglie di Guidi Teresa Sensi

In occasione della mostra tenutasi nel 1914 della Società Amatori e Cultori di Belle Arti a Roma, viene a diretto contatto con le opere di Cézanne e di Matisse; in particolare lo studio della forma-colore di Cézanne lo aiuterà a superare gli strascichi della sua formazione pan-germanica. Mentre le sue riflessioni spaziano fra Cézanne e la tradizione quattrocentesca italiana egli non resta indifferente al cromatismo di Renoir e ad Armando Spadini. Nel 1915 partecipa alla III Esposizione Internazionale d'Arte della Secessione Romana.
Per venire incontro alle necessità economiche della famiglia dal 1916 è costretto a impiegarsi presso il Genio civile a Roma, e vi rimane per due anni come disegnatore. Fra 1920 e il 1923 dipinge alcuni dei suoi più importanti quadri di figure. Ne espone nella XIII Biennale di Venezia del 1922. Comincia a vendere i suoi dipinti e frequenta la "terza saletta" del Caffè Aragno dove entra in contatto con Giorgio De Chirico, Giuseppe Ungaretti, Roberto Longhi. Nel 1924 raggiunge il successo alla XIV Biennale di Venezia con il suo Tram. Il parere favorevole della critica sancisce un riconoscimento internazionale tanto che il Granducato di Lussemburgo si offre di acquistare l'opera, ma Guidi preferisce che essa rimanga in Italia (ora alla Galleria di Arte Moderna a Roma).

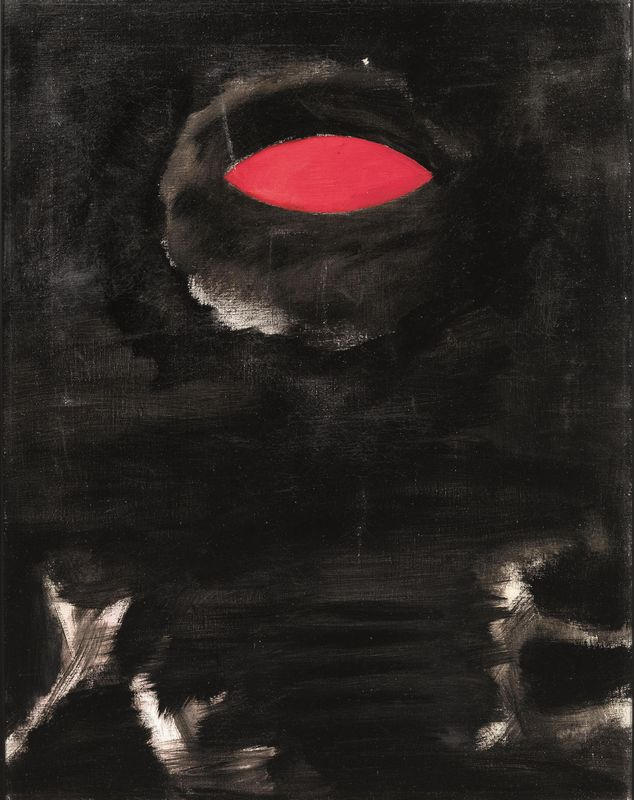
Virgilio Guidi, Giudizio, 1959, olio su tela - Parma, Collezione privata

Nel 1926 prende parte alla prima mostra del "Novecento Italiano" a Milano, al palazzo della Permanente e parteciperà anche alla seconda, nel 1929 pur conservando una certa autonomia rispetto agli indirizzi di quella tendenza. Due anni dopo, è il 1928, sposa Adriana Bernardi nel mese di febbraio, sua compagna di studi nell'Accademia di Belle Arti di Roma, nonché scultrice, è, inoltre, chiamato a insegnare pittura all'Accademia di Belle Arti di Venezia. Tra il 1928 e il 1929 partecipa alla XVI Biennale di Venezia è qui che presenta uno dei testi che rimarrà una pietra miliare del suo periodo veneziano la Giudecca, in cui la luce meridiana ferma la sua immagine in una spazialità assoluta.
Scrive riflessioni sulla propria ricerca pittorica e le pubblica, fra l'altro, nel catalogo della prima Quadriennale di Roma. Pubblica appunti e osservazioni sulla pittura. Tiene una prima mostra personale a Firenze ed espone nella XVIII Biennale di Venezia. Nel 1935, per l'ostilità dell'ambiente veneziano decide di trasferirsi a Bologna, dove insegna alla locale Accademia di Belle Arti ma manterrà lo studio all'interno. Ha una sala personale nella II Quadriennale d'Arte Nazionale a Roma, dov'è premiato. L'anno successivo espone alla XX Biennale di Veneza e tiene un'altra personale a Milano, alla Galleria del Milione. Il 1937 è l'anno della prima monografia che è edita a New York e curata dalla giornalista americana Nedda Arnova, inoltre pubblica a Bologna "Bollettino d'Arte" ed elabora un sintetismo plastico di luce-forma-colore. Nel 1940 viene invitato dall'Accademia alla XXII Biennale di Venezia dove avrà riservato una intera sala personale. Comincia ad individuare temi teorico-compositivi costanti come l'apparizione di una figura femminile e la Visita.
Nel 1942 comincia a scrivere i primi versi poetici editi però solo nel 1959. Riprende anche le sue riflessioni scritte sull'arte, sulla luce-spazio ed invia Vista nello studio alla XII biennale. Nel 1946, interessatosi alla grafica, avvia la sua attività pubblicando una serie di litografie. Tra il 1947-'50 realizza Marine in uno schema di puri piani di colore, e Figure nello spazio, torna a esporre alla XXIV Biennale di Venezia e prende parte al movimento spaziale, animato da Lucio Fontana. Nel 1949 partecipa con alcune opere alla mostra Twentieth-Century Italian Art con due dipinti: un nudo del 1945 e "figure nello spazio" del 1947

Nel triennio 1952-1955 la sua ricerca pittorica procede per cicli tematico-compositivi ricorrenti: Figure nello spazio, Angoscia, Presenze, Teste, Marine. Ha, come da ormai molti anni, una sala personale nella XXVII Biennale di Venezia. Nel 1959 lavora alle Architetture umane, a Riflessioni del tempo. Rebellato pubblica a Padova la prima raccolta in volume di sue liriche, Spazi dell'esistenza. La sua ricerca pittorica procede sempre per grandi cicli tematico-compositivi. Inizia, nel 1960, il ciclo dei Tumulti. Riceve, nel 1961, una medaglia per la cultura della Presidenza della Repubblica Italiana, e inizia a dipingere le prime Architetture cosmiche.
Nel 1962 il Comune di Venezia organizza una sua ampia mostra antologica nell'Ala Napoleonica, a Venezia. Sviluppa le Architetture cosmiche e riprende il tema delle marine. L'anno 1963 vede iniziare i nuovi cicli tematici: Prigioniera, Marine astratte, Grandi occhi, Cielo. Come consuetudine nel 1964 ha una sala personale nella XXXII Biennale di Venezia. Nel 1965 gli viene assegnato a Mestre il prestigioso premio della "Tavola all'Amelia" di Dino Boscarato. Nel 1967 dipinge ancora Nuove figure. Il Poliedro pubblica a Roma la raccolta di poesie La ragione di essere. Nel biennio 1969-70 dà inizio al primo ciclo sul tema dell'Albero. Suggestionato da foreste marchigiane conosciute in occasione del viaggio a Recanati, inizia a dipingere i Grandi Alberi. Tra il 1974 e il 1976 nella Galleria di Palazzo d'Accursio a Bologna, si espongono le opere donate alla Galleria d'Arte Moderna. Una mostra di cento opere e dieci poesie inedite è presentata nella Villa Simes a Piazzola sul Brenta. In questi anni dipinge nuovi cicli di Incontri, di Figure agitate, di Figure inquiete. Un'antologica di dipinti a partire dagli anni Quaranta è ospitata nella Villa Malpensata di Lugano.
L'attività poetica di Guidi è ormai una costante quotidiana: nel 1979 Bino Rebellato pubblica a Padova L'Età improbabile. Con il pittore Roberto Colombo crea una cartella che unisce opere grafiche di Colombo a sue poesie: Shambariben. Celebra a Venezia i novant'anni con un convegno della Fondazione Cini, all'isola di San Giorgio. Dona due dipinti al Museo d'Arte Contemporanea di Zagabria. Dipinge un nuovo ciclo, Branco da branco. Nel 1983 novantaduenne lavora a Venezia. Realizza un ciclo di dipinti sul tema L'uomo e il cielo.
Il 7 gennaio del 1984 muore a Venezia mentre è in corso alla Galleria "il Traghetto" un'esposizione dei suoi ultimi dipinti che testimoniano l'estrema vitalità e attualità dell'artista.
È sepolto a Venezia, nel cimitero monumentale di San Michele (recinto XX, quadrato 6, nr. 10).

## Esposizioni
Nei suoi 93 anni di vita Virgilio Guidi partecipa a innumerevoli mostre sia nazionali che internazionali in cui ha ottenuto molti riconoscimenti. Fra le più prestigiose ricordiamo:
- Biennale di Venezia: 1920, 1922, 1924, 1928, 1932, 1936, 1940 (sala personale), 1948, 1954 (sala personale), 1964 (sala personale)
- Quadriennale di Roma: 1931, 1935

## Opere
- La testa rossa, olio su tela,  Museo Fortunato Calleri di Catania
- Isola di San Giorgio, olio su tela, MAGI '900 di Pieve di Cento (BO)
- Figure nello spazio, olio su tela, 1947, Museo civico di Modena
- Punta della Dogana, olio su tela, 1958, Museo civico di Modena
- Donna solitaria, olio su tela, 1938, Museo Novecento - Firenze
- Testa di donna, olio su tela, 1934 c., Museo Novecento - Firenze
- La Visita, olio su tela, 1932, Museo del Novecento - Milano
- In Tram, olio su tela, 1923, Galleria Nazionale d’Arte Moderna e Contemporanea - Roma